# HMS Shannon (1806)
HMS Shannon – brytyjska fregata z czasu wojen napoleońskich, wsławiona zdobyciem USS „Chesapeake” w 1813 roku.
Należała do długiej serii 38-działowych największych brytyjskich fregat tego okresu, typu Leda, i była klasyfikowana jako okręt piątej rangi. Uczestniczyła w wojnach napoleońskich, a następnie w wojnie brytyjsko-amerykańskiej, podczas której wsławiła się zdobyciem fregaty USS „Chesapeake”, po zażartej, 11-minutowej walce.
W 1832 roku została wycofana z linii i służyła jako hulk mieszkalny w Chatham. 11 marca 1844 roku przemianowano ją na HMS „St Lawrence”. Ostatecznie rozebrana w 1859 roku w Chatham.

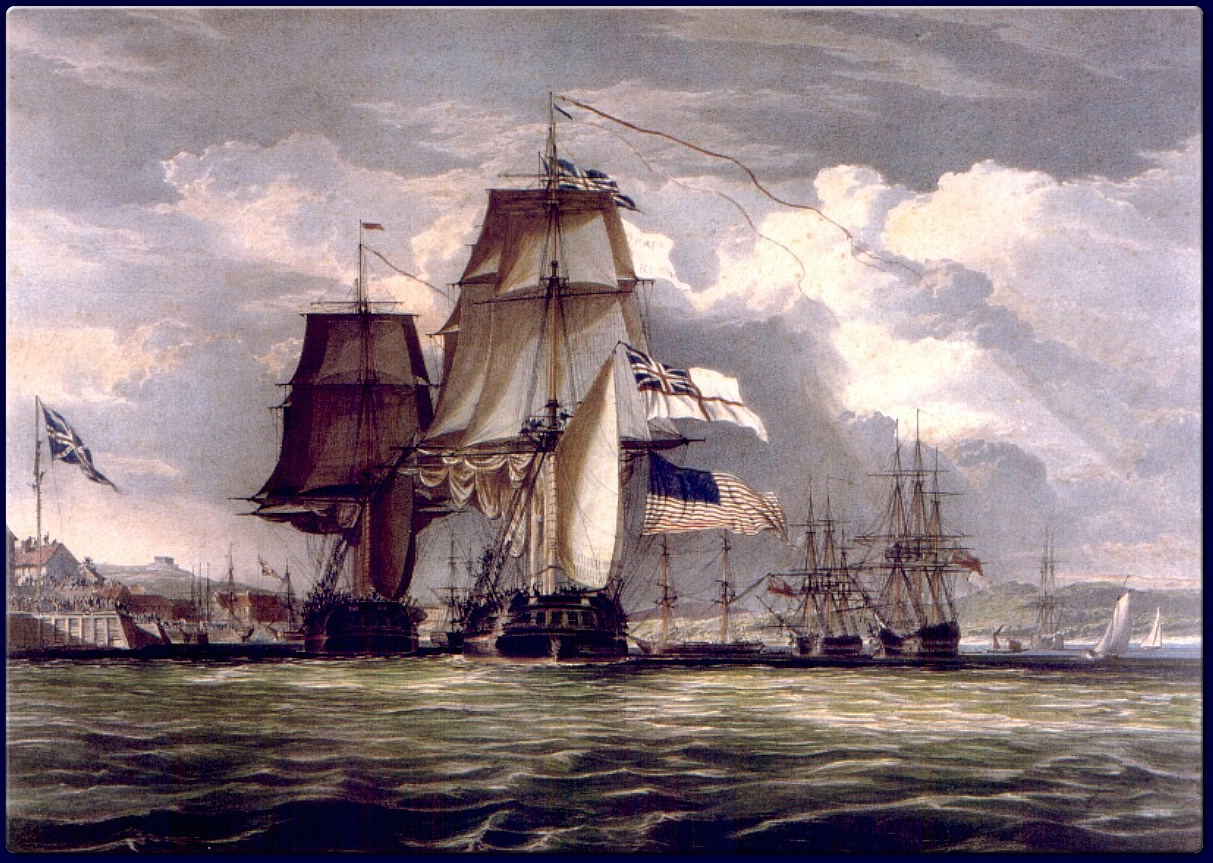
Obraz J.C. Schetky’ego HMS Shannon i zdobyta Chesapeake wpływają do portu w Halifaksie
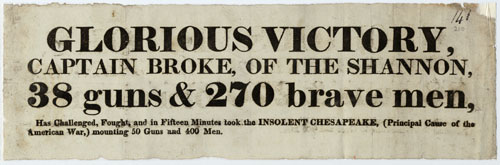
Nagłówek artykułu o zwycięstwie HMS „Shannon”
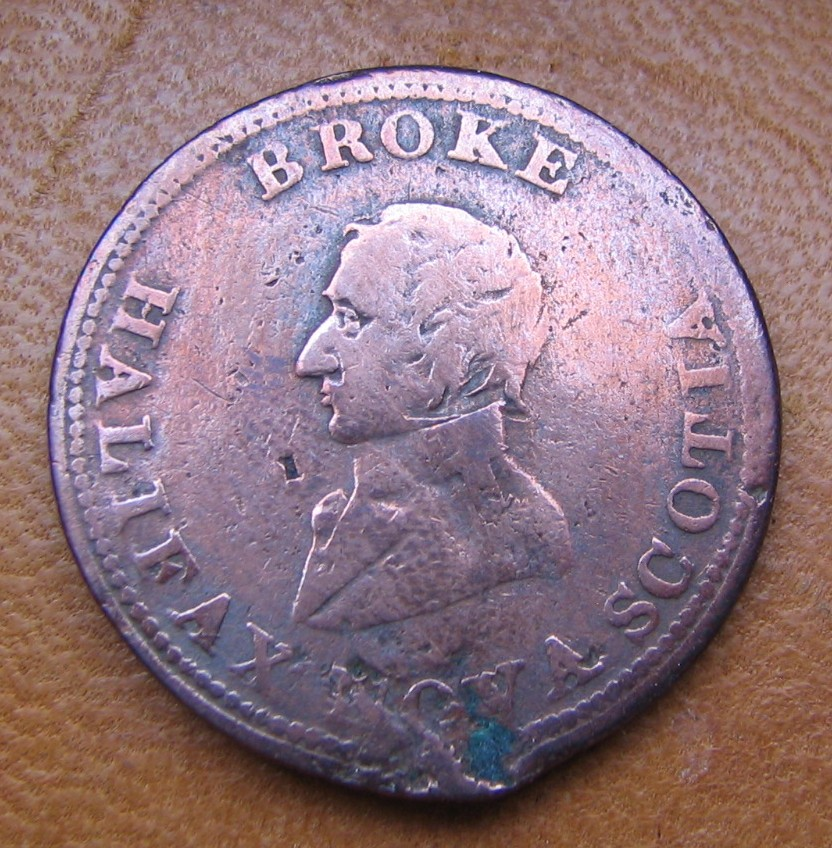
Medal pamiątkowy wybity w Halifaxie